# Papinska Država
Papinska Država ili Crkvena Država (tal. Stato della Chiesa, lat. Status Ecclesiasticus) ime je povijesne države na području Apeninskog poluotoka koja je postojala od 754. do ujedinjenja Italije (1870.). Te je godine Giuseppe Garibaldi vojno porazio snage Papinske Države, srušio papinsku vlast i integrirao državu u Kraljevinu Italiju. Jedini njen današnji ostatak je suverena Država Vatikanskog Grada.

## Povijest

### Rana povijest
Pipin Mali je 754. osvojio veći dio sjeverne Italije i dao prostor bivšeg Ravenskog egzarhata papi. Ovaj akt poznat je kao Pipinova darovnica. Karlo Veliki je 781. kodificirao i odredio teritorije na kojima papa ima suverenitet. Teritorij je obuhvaćao Rim i okolicu, ali i Ravennu, Pentapolis i Vojvodstvo Benevento, Toskanu, Korziku, Lombardiju i još neke gradove. Suradnja papinstva i karolinške dinastije kulminirala je 800., kada je Lav III. okrunio Karla Velikog za prvog germanskog cara Rimljana (Augustus Romanorum).  Međutim, u prva tri stoljeća Papinske Države, papa nije imao efektivnu kontrolu nad cijelim teritorijem, niti je bilo jasno je li njegova država neovisna u odnosu na Sveto Rimsko Carstvo.
U 10. stoljeću, car Oton I. sklapa ugovor s papom po kojem je Papinskoj Državi potvrđen suverenitet. To je pitanje i dalje ostalo predmet sukoba papinstva i carstva, sve do oko 1300., kada je papina neovisnost postala potpuna.
Od 1305. do 1378., papa je stanovao u Avignonu, u južnoj Francuskoj. Papinska Država je tada samo formalno bila pod njegovom kontrolom. Grad Avignon bio je dio Papinske Države i ostao njen posjed sve do Francuske revolucije.

### Vrhunac moći
Tijekom renesanse, teritorij Papinske Države proširio se, najviše za vrijeme papa Aleksandra VI. i Julija II. Pape su postali jedni od najvažnijih talijanskih vladara, pored svoje uloge u Crkvi. U praksi, većinu papinskih posjeda držali su lokalni kneževi (kakva je i inače bila praksa u Europi tog doba). Tek u 16. stoljeću pape uspostavljaju centraliziranu vlast nad državom.
Na vrhuncu teritorijalne ekspanzije, u 18. stoljeću, Papinska Država obuhvaća većinu središnje Italije: Lacij, Umbriju,  Marche, Ravennu, Ferraru, Bolognu i dijelove Romagne. Također je uključivala enklave u južnoj Italiji i okolicu Avignona u Francuskoj.
Međutim 1798. general Francuske Republike Barthier ulazi u Vatikan, uspostavlja Rimsku Republiku i odvodi papu Pija VI. u zarobljeništvo u Francusku, gdje on i umire.

### Doba revolucija
U razdoblju 1796. – 1800. i 1808. – 1814., francuska revolucionarna vojska pretvara papinske posjede u Rimsku Republiku. U dogovoru s Francuskom Papinska Država je obnovljena 1800. god. pod Piom VII. Francuske snage 1808. godine ponovo zauzimaju Rim, a područje Papinske Države se izravno anektira Francuskoj pod vlašću Napoleona. Države - pobjednice nad Napoleonovom Francuskom 1814. godine ugovaraju obnovu Papinske Države.
Talijanski narodni revolucionari su 1849. proglasili Rimsku Republiku, dok je papa Pio IX. pobjegao iz Rima. Francuska pod predsjednikom Louisom Napoleonom Bonaparteom i Austrija poražavaju 1850. godine revolucionare i vraćaju papu na vlast.

### Pad
Godine 1860., država ujedinitelj Italije - Sardinija, pripaja Bolognu, Ferraru, Umbriju, Marche i Benevento. Oko 10.000 papinskih vojnika se u Bitci kod Castelfidarda (blizu Ancone) bez uspjeha pokušalo suprotstaviti sardinijskim snagama koje su imale oko 39.000 ljudi
Ovi izgubljeni teritoriji predstavljali su približno dvije trećine Papinske države. Pod papinskom kontrolom ostala je regija Lacij sa središtem u samom gradu Rimu. Parlament Kraljevine Italije okupljen u Torinu 1861. godine proglašava Rim - koji je još uvijek bio pod kontrolom Papinske Države - glavnim gradom Italije. Rimsko pitanje postat će centralnim nacionalnim problemom Italije sljedećeg razdoblja; zbog stalno iskazivane pretenzije Kraljevine Italije da dovrši ujedinjenje zemlje papa Pio IX. će dekretom "Non expedit" iz 1868. godine čak zabraniti katolicima da sudjeluju na izborima u Italiji.
Papinski suverenitet u Rimu čuvao je francuski garnizon. Nakon što se francuska posada od oko 4.000 ljudi povlači u srpnju 1870. zbog izbijanja Francusko-pruskog rata, Italija 10. rujna 1870. objavljuje rat Papinskoj Državi, te već 20. rujna osvaja Rim, uz tek simbolični otpor (da bi se iskazalo da ujedinjenje nije nastupilo dobrovoljno) relativno malobrojne (oko 13.000 ljudi) papinske vojske. 
Veliki dio vojnika i časnika Papinskih Zuava (uglavnom katolici iz Nizozemske, Belgije i Francuske) pod vodstvom svojega pukovnika Athanase de Charette (kasnije brigadni general francuske vojske) odlazi u Marseille i postaju postrojbom francuske vojske pod Légion des volontaires de l'Ouest. Postrojba nastoji pomoći dotadašnjim zaštinicima Rima Francuzima (Papinski Zuavi velikim dijelom i jesu bili Francuzi, te je francuski bio službeni jezik u postrojbi) u ratu protiv protestantske Pruske - moćnog međunarodnog pokrovitelja ujedinjenja Italije, koji je osvajanje Papinske Države učinio mogućim. U slučaju da Francuska nadvlada u ratu s Pruskom, moglo bi, smatraju neki, doći do obnove Papinske Države, čiju je neovisnost Francuska jamčila. Visoko motivirana i vrlo disciplinirana internacionalna postrojba bivših papinskih vojnika prvi u nizu borbenih angažmana ima već 11. listopada 1870. godine u Bitki za Orleans, a potom u cijelom nizu borbi, od kojih se osobito istaknula u teškoj bitci kod Loignyja 2. prosinca 1870. godine. Međutim Francuska je već u siječnju 1871. godine poražena (definitivni mir pod po Francusku teškim uvjetima sklopljen je u svibnju 1871.), nakon čega postaje mogućim konačno ujedinjenje Njemačke, ali ujedno nestaje i zadnja slaba nada za obnovu Papinske Države.
13. svibnja 1871. godine donosi Italija Zakon o jamstvima (tal. Legge delle Guarentigie), koje Papa međutim ne smatra prihvatljivim.
Papa Pio IX. povukao se iz svoje uobičajene rezidencije u Vatikan, te se proglasio zatočenikom malog prostora na koji talijanske vlasti nisu zalazile. Nikad više nije izašao iz Vatikana; tako su činili i njegovi nasljednici punih 59 godina. Čak pape (svi redom Talijani, inače) nisu svih tih 59 godina uopće izlazili na balkon koji gleda na Trg svetog Petra ispred istoimene bazilike, jer je talijanska vojska povremeno zalazila na trg; Urbi et Orbi obraćanja su pape tih godina vršili s balkona koji gleda na vatikanske vrtove; ondje su kardinali predstavljali i novog papu.
Godine 1929. papa Pio XI. se formalno odriče posjeda bivše Papinske Države i potpisuje Lateranski ugovor s Italijom, kojim je priznata i formirana Država Vatikanskog Grada. Riječ je o teritoriju nad kojim suverenitet ima Sveta Stolica, koja je sama po sebi (i bez teritorija, slično Ujedinjenim narodima ili Suverenom Malteškom redu) subjekt međunarodnog prava. Delikatni aražmani uključuju deklaraciju da je Trg sv. Petra dio Vatikana, ali da talijanska policija može uredovati na njemu: Papa od tada Urbi et Orbi vrši s balkona nad trgom, gdje se pred njim povremeno postroje i talijanski Carabinieri.